# Anomis praerupta
Anomis praerupta là một loài bướm đêm trong họ Erebidae.